# June Croft
June Alexandra Croft, född 17 juni 1963 i Ashton-in-Makerfield, är en brittisk före detta simmare.
Croft blev olympisk silvermedaljör på 4 x 100 meter medley vid sommarspelen 1980 i Moskva.